# 黏胶层
黏膠層（Mucigel）是覆蓋在植物根冠富含黏性的一種物質。根冠最外層的細胞會分泌有豐富的碳水化合物，如果膠，其中高基氏體是產生黏膠層的胞器，細胞透過胞吐作用。在高微生物的土壤周圍的黏膠層則稱為根際。

## 黏膠層的功能
- 維持根冠濕潤避免乾燥
- 使根冠潤滑更容易穿透土層
- 創造共生環境讓固氮細菌（固氮菌）和真菌（協助吸收水分）
- 在好的根系和土壤間提供一個"擴散橋梁"，讓水和礦物質營養在土壤中乾燥的根更有效的被吸收

## 延伸閱讀
- Biology of Plants, 7th edition. P.H. Raven, R.F. Evert, S.E. Eichhorn. New York: W.H. Freeman and Company Publishers. 2005. ISBN 0-7167-1007-2 (pp. 530–531, 534)